# Elatostema inconstans
Elatostema inconstans es una especie de planta del género Elatostema, perteneciente a la familia Urticaceae.

## Taxonomía
Elatostema inconstans fue descrita por Lily May Perry en 1951.

## Distribución
Se encuentra en el territorio de Nueva Guinea.